# Кирил Боянов
Кирил Любенов Боянов е български инженер, учен, академик на Българската академия на науките.

## Биография
Роден е в 1935 година в София. По произход е от разложкото село Долно Драглище. Дипломира се през 1958 с отличен успех във ВМЕИ „Ленин“ (днес Технически университет - София), специалност „Радиотехника“ и постъпва на работа като инженер в Научноизследователския институт по съобщенията (НИИС).
Научната дейност си Кирил Боянов започва през 1960 като научен сътрудник в Института по математика с Изчислителен център при БАН (ИМ с ИЦ). Защитава кандидатска дисертация в областта на изчислителната техника в Ленинградския електротехнически институт (1966), а през 1975 получава и научната степен доктор на техническите науки.
Става ръководител на секция в Централния институт по изчислителна техника, а по-късно и ръководител направление „Микрокомпютри и микропроцесорни системи“ (1969 – 1982). Едновременно работи по съвместителство в ИМ с ИЦ отначало като ръководител лаборатория „Крайни автомати“, а от 1985 като ръководител сектор „Компютърни системи и мрежи“. Старши научен сътрудник I ст. става през 1982. Назначен е за директор на Института по микропроцесорна техника в Правец и за главен конструктор на България по персонални компютри (1986). От 1985 ръководи по съвместителство и Базовата лаборатория по „Разпределени изчислителни системи и мрежи от изчислителни машини“ към Координационния център по информатика и изчислителна техника на БАН (КЦИИТ)(по-късно Институт по паралелна обработка на информацията), а през периода 1993 – 1996 е директор на центъра. Дългогодишен директор на Института по паралелна обработка на информацията – едно от основните звена на БАН в направление „Математически науки“. През юли 2010 г. институтът се слива с новосъздадения Институт по информационни и комуникационни технологии. Боянов ръководи секция „Компютърни мрежи и архитектури“ към Института.
През 1989 е избран за член-кореспондент на БАН, а през 2003 – за действителен член (академик) на БАН.
През 1990 – 1996 ръководи въвеждането на Интернет в България и въвеждането на електронна поща в институтите на БАН.

### Университетски преподавател
Кирил Боянов осъществява активна преподавателска дейност в редица висши учебни заведения. Преподавал е и изнасял лекции във ВМЕИ, ВИИ „Карл Маркс“, СУ „Св. Кл. Охридски“, Националния учебен център по информатика. През периода 1999 – 2000 е поканен за редовен професор в Хелзинкския технологичен университет, където чете лекции по компютърни мрежи. Изнасял е лекции и доклади в страните от бившия Съветски съюз, Полша, Унгария и др.
От 1996 е член на борда на директорите на Международния съюз за компютърни комуникации.
От 1998 е главен редактор на сп. „Автоматика и информатика“. Председател на сдружение „БИОМ“, представляващо българската национална изследователска и образователна мрежа, от 2009.
Член е на комисията по номинациите за наградата Джон Атанасов.

### Отношения с Държавна сигурност
При оповестяването на принадлежността на български граждани към ДС след 2000 г. става известно, че през 1959 – 1960 г. е бил агент на Държавна сигурност с псевдоним Лалчев.

## Публикации и научни разработки
Автор е на над 150 публикации в наши и чужди списания, на 33 книги и учебници и на 23 авторски свидетелства. Участвал е в над 30 научни разработки, реализирани в практиката, по-важни от които са първата българска електронно-сметачна машина „Витоша“, първата ЦЕИМ от III поколение ЕС1020, първата система за крайни изпитания на магнитни дискове, адаптери за предаване на данни в мрежи от ЕИМ, персонални и професионални компютри и много други.

## Награди
Награждаван е с български и чуждестранни отличия, между които орден „Кирил и Методий I ст.“ (1985), орден „Св. св. Кирил и Методий“ с огърлие (2005) и др.
Кирил Боянов има син – Любен Боянов, който също работи към секция Компютърни мрежи и архитектури на Института по информационни и комуникационни технологии.